# Staurogyne yunnanensis
Staurogyne yunnanensis är en akantusväxtart som beskrevs av Hsien Shui Lo. Staurogyne yunnanensis ingår i släktet Staurogyne och familjen akantusväxter. Inga underarter finns listade i Catalogue of Life.